# Inostemma cecidomyiae
Inostemma cecidomyiae är en stekelart som först beskrevs av William Harris Ashmead 1893.  Inostemma cecidomyiae ingår i släktet Inostemma och familjen gallmyggesteklar. Inga underarter finns listade i Catalogue of Life.